# IPhone 6
iPhone 6及iPhone 6 Plus，於2014年9月推出，兩款都是由蘋果公司設計和銷售的智能手機，並是該公司首次推出4吋以上的大屏幕手機。它是繼iPhone 5s後的下一代iPhone，亦是iPhone的第八代版本。iPhone 6於2014年9月9日推出，而iPhone 6 Plus則於10日後的9月19日推出。
屏幕大小為4.7英吋的iPhone 6，和屏幕大小為5.5吋的iPhone 6 Plus擁有比之前更快的新一代處理器—Apple A8處理器，兩者均搭載iOS 8系統，其他包括已升級的攝像鏡頭，改進的LTE和Wi-Fi連接，並支援近距離通訊的流動支付服務。系統以及。
iPhone 6和6 Plus獲得了正面的評價，評論員就著其重新設計、規格、相機和電池壽命來說，跟以前的iPhone型號相比有所改進。然而，iPhone 6的某些設計方面也被淘汰，包括裝置背面的塑膠條，其天線破壞了其金屬外觀，而標準尺寸的iPhone 6之屏幕分辨率皆低於同類產品中的其他裝置。
根據蘋果公司的記錄，在其開售的首24小時裡，iPhone 6和6 Plus收到超過400萬宗預購。在開售的首三天裡，iPhone 6和6 Plus共售出超過1,000萬部，成為蘋果公司的另一個記錄。在其生命周期中，iPhone 6和6 Plus共售出2.2億部，使其成為迄今為止最暢銷的iPhone型號，它截至目前為止仍是最暢銷手機。
儘管iPhone 6和6 Plus得到廣泛的接受，但它們仍受到多個硬件問題困擾，包括最突出的—在硬力壓下容易彎曲，並且作為這種缺乏剛性的副產品，觸控屏的內部硬件很容易跟手機的主板失去連接（稱為觸控病）。此外，一些iPhone 6 Plus型號有相機的問題，包括一些具有故障光學防手震功能故障，或後置攝像鏡頭的缺陷。
2015年9月9日，蘋果公司推出iPhone 6S及iPhone 6S Plus，以替換iPhone 6和iPhone 6 Plus，作為iPhone系列的旗艦設備，上述型號已轉移到蘋果公司的iPhone系列中端位置。2016年9月7日，蘋果公司推出iPhone 7及iPhone 7 Plus時，大多數市場決定停產iPhone 6及iPhone 6 Plus。他們聚焦於作為入門級iPhone的iPhone SE身上，並於較早的2016年3月31日發行。2017年2月，iPhone 6在亞洲市場重新推出32GB的存儲容量版本，作為了中端iPhone。它後來擴展至歐洲，並在後來的2017年5月打進美國市場，和2017年7月的加拿大。
iPhone 6和iPhone 6 Plus支援iOS 8、iOS 9、iOS 10、iOS 11、iOS 12，而繼iPhone 4S及iPhone 5後，它們是第三個支援5個版本iOS的iPhone。

## 歷史
從原始第一代iPhone到iPhone 4S的推出，iPhone都是使用3.5英寸顯示屏—對比其競爭對手的旗艦手機所使用的屏幕還要小。iPhone 5及其後繼產品的顯示屏更長，但其寬度與之前的型號相同，而對角線測量為4英寸。隨著蘋果公司從生產更大顯示屏手機的公司手中使智能手機市場佔有率下降，早在2014年1月就有報導顯示蘋果公司正準備推出新款iPhone機型，配備更大的4.7英寸及5.5英寸顯示屏的iPhone。在揭幕之前的報告還推測蘋果公司可能會引入近距離無線通訊的流動支付平台到新iPhone型號上，此項技術已被納入許多Android手機中，惟用戶的採用率很低。
2014年9月9日，蘋果公司在美國加利福尼亞州庫比蒂諾弗林特表演藝術中心（Flint Center for Performing Arts）的新聞發布會上，iPhone 6和iPhone 6 Plus正式亮相，預訂於2014年9月12日開始，並於2014年9月19日正式發布。iPhone 6的售價由US$649起，而iPhone 6 Plus的售價則由US$749起。在中國，iPhone 5c和iPhone 5s是首批於該國發行iPhone系列的型號，與國際發行定於同一天，蘋果公司通知當地無線運營商指iPhone 6和iPhone 6 Plus將無法於同月19日發布，因為當中「有些細節尚未準備好」；當地媒體報導，這些設備尚未得到中華人民共和國工業和信息化部的批准，在該年較早時候，中國中央電視台的新聞報導據稱Phone裝置對國家安全構成威脅，因為iOS 7的「頻繁位置」功能可能會暴露「國家機密」。
2015年8月，蘋果公司為一些被發現相機有可能因故障而導致照片出現模糊的早期iPhone 6 Plus啟動了替代計劃。
2015年9月9日，隨著iPhone 6S和iPhone 6S Plus的發布，iPhone 6及iPhone 6 Plus被移至iPhone系列裡的中端產品行列。iPhone 6及iPhone 6 Plus的128GB版本以及兩款手機的金色版本經已停售，然而iPhone 6及iPhone 6 Plus的16GB和64GB版本銀色和太空灰仍以低價出售。
2016年6月，蘋果公司在中國面臨潛在的銷售禁令，作為中國設備製造商的深圳百利，據稱iPhone 6和iPhone 6 Plus侵犯了其外觀設計專利。
2016年9月7日，隨著蘋果公司推出了iPhone 7及iPhone 7 Plus，iPhone 6和6 Plus亦於當日停產，其入門級iPhone的地位被iPhone SE取代。由於iPhone SE擁有比中端的iPhone 6更強大的內部硬件（大部分與iPhone 6S相同），並早於2016年3月31日發布。當它與iPhone 6和6 Plus一起出售時，這造成了不尋常的情況，直到9月7日它以低端iPhone在市場推出。
2017年2月，iPhone 6在運營者商店和網上商店悄然重新啟動，這次存儲容量已更改為32GB。在印度，它以太空灰的版本於亞馬遜公司網站發售。在台灣，它於3月10日透過台灣大哥大出售金色版本。同月中旬，它透過網上商店i-Store於歐洲聯盟向白俄羅斯發布。它亦與斯普林特公司一同於北美出現，還有基於美國的預付運營商Boost通訊、維珍流動及AT&T。這些並非由蘋果公司在其網站或零售店分發。

## 規格

### 硬件
iPhone 6和iPhone 6 Plus的設計受到iPad Air的影響，其有著顯示器彎曲邊緣的玻璃面板，而背後的鋁質包含著兩根天線的塑料條。背面是由6000系列的鋁質製成。所有型號均採用金色，銀色和「太空灰」的飾面。iPhone 6的厚度為6.9（0.27英寸），而iPhone 6 Plus的厚度為7.1 mm（0.28英寸）；兩者都比iPhone 5C和iPhone 5S更薄，使iPhone 6成為迄今為止蘋果公司最薄的手機。iPhone 6及iPhone 6 Plus最重要的變化就是其顯示器，兩者都被稱為「Retina顯示器」和「強化離子」，iPhone 6顯示屏的尺寸為4.7英寸，以16：9縱橫比的1334x750分辨率（326ppi減去一行像素）；而iPhone 6 Plus顯示屏的尺寸為5.5英寸，其分辨率為1920x1080（401ppi）。其顯示器採用多域液晶顯示面板，稱為「雙域像素」；RGB像素本身在圖案中傾斜，因此可以從不同的角度中看到每個像素。該項技術有助於改善顯示器的視角。
為了適應更大尺寸的iPhone 6和iPhone 6 Plus，電源按鈕的位置從頂部移至手機的側面以提高其輔助功能。iPhone 6配備了6.91 Wh （1,810 mAh）電池，而iPhone 6 Plus配備了11.1 Wh（2,915 mAh）電池。它與之前的型號有所不同，其後置攝像頭並非跟裝置的後方完全齊平，而是略微突出。
兩款機型都包括Apple A8系統單晶片，及M8動態處理器—那是iPhone 5S M7動態處理器的更新版，原先的M7動態處理器與現時所用M8動態處理器之間的主要區別，還包括測量海拔高度變化的氣壓計。菲爾·席勒吹捧指與5s相比，A8芯片會提高25％的CPU性能，提升50％的圖形處理性能，並減少熱量輸出。早期提交的報告顯示，A8的GPU性能可能確實在每年的發布中以翻倍的性能脫離前幾代產品，在對比5s，5和4s中，其獲得分數分別為21204.26（iPhone6S）、20253.80（iPhone5S）、10973.6（iPhone5）及5034.75（iPhone4S）。
在iPhone 6和iPhone 6 Plus上擴展的長期演進技術（LTE）連接為已改良的進階長期演進技術（LTE-A），支援超過20個LTE頻段（比iPhone 5s多7個），高達150M bit/s的下載速度，以及支援長期演進VoiceOver。Wi-Fi性能也得到改善至支援IEEE 802.11ac的規範，提供高達433.0581M bit/s的速度，比IEEE 802.11n快３倍，以及支援可用的Wi-Fi撥打功能。iPhone 6及iPhone 6 Plus還支援近距離無線通訊（NFC）。它最初專門用於Apple Pay—一個新的流動支付系統，允許用戶把他們的信用卡儲存於Apple銀包中，用於通過NFC進行在線支付和零售購物。除了Apple Pay之外，iOS 11還為第三方應用程式新增了近場通信的有限度使用權。
iPhone 6的後置鏡頭現在能夠以30fps或60fps的速度拍攝1080p的視頻，和以120fps或240fps的速度拍攝720p慢動作視頻，亦可以製作3至10秒的縮時錄影。相機還包括自動對焦功能，iPhone 6 Plus的相機規格是幾乎完全相同的，但當中加入了光學防震。前置攝像頭還更新了新傳感器和f/2.2光圈，以及支援連拍及HDR模式。

### 軟件
iPhone 6及iPhone 6 Plus在推出時預載了iOS 8，而iPhone 5S則預載了iOS 7。iPhone 6和iPhone 6 Plus屏幕尺寸的增加有利於應用程式在屏幕上顯示更多資訊，內置的應用程式有新設計的橫向顯示介面，例如：郵件的應用程式於iPhone 6 Plus正處於橫向模式時，它會呈現類似於iPad的雙窗口佈局。由於其使用相同的寬高比，專門為iPhone 5、iPhone 5C和iPhone 5S設計的應用程序可以升級，以便在iPhone 6和iPhone 6 Plus上使用。為了提高大屏幕裝置的可用性，新增了額外的「可達性」手勢操控，例如雙擊主頁按鈕就會將滑動屏幕內容的上半部分移至屏幕的下半部分。此功能讓用戶觸及位於屏幕頂部附近的按鈕，例如左上角的「後退」按鈕。2019年6月，隨著iOS 13的發布，蘋果公司宣布將會放棄對iPhone 6和iPhone 6 Plus的支援。

## 顏色
顏色包括：
| 顏色 | 名稱   | 英語       | 備註       |
| ---- | ------ | ---------- | ---------- |
|      | 太空灰 | Space Gray | 正面為黑色 |
|      | 銀色   | Silver     | 正面為白色 |
|      | 金色   | Gold       | 正面為白色 |

## 接受度

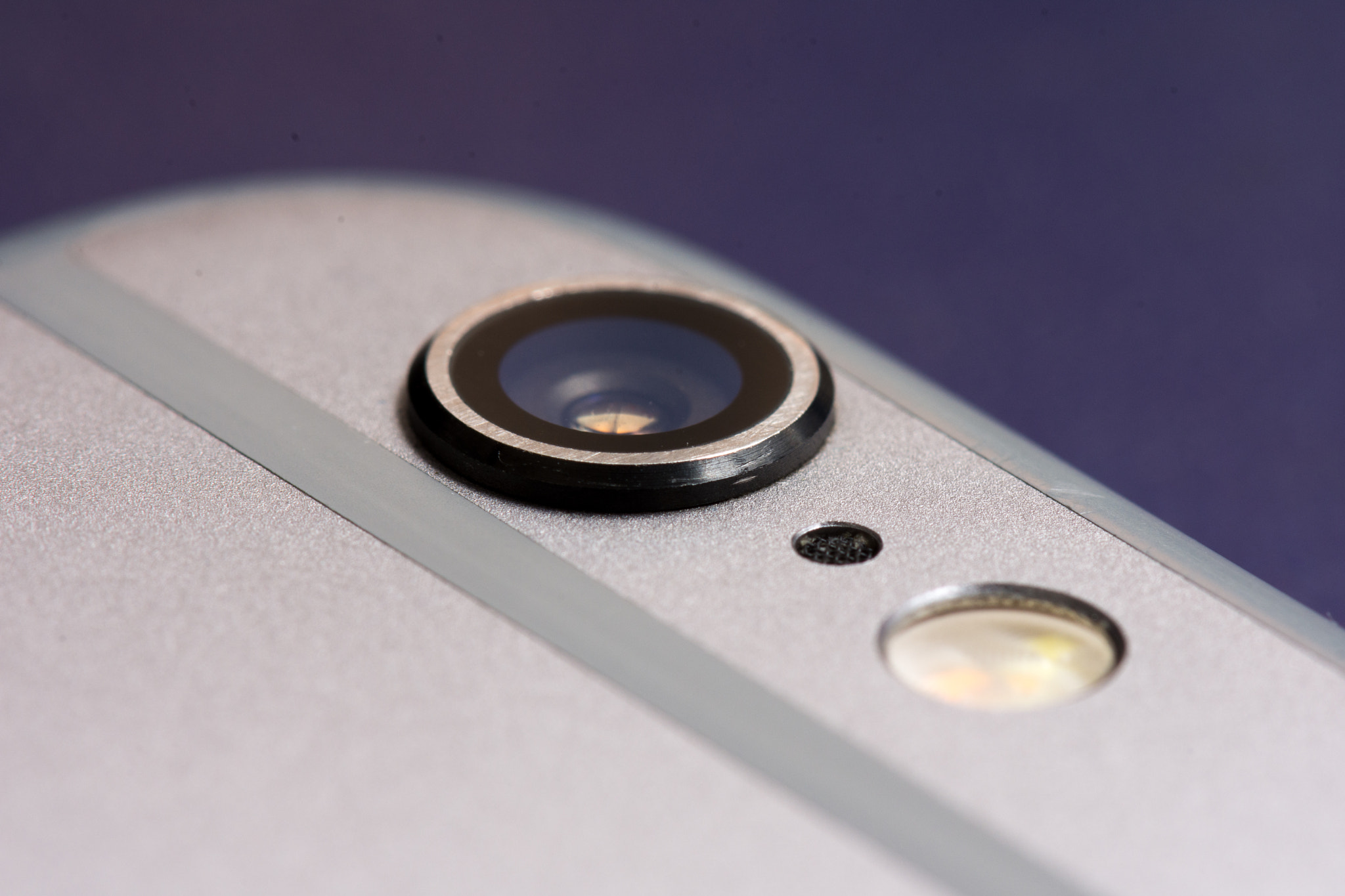
iPhone6 相機與鏡頭系統外觀設計

兩款iPhone 6型號都獲得積極的評價。《Recode》稱它為「你能夠買得到的最佳智能手機」。《TechRadar》讚賞iPhone 6的「出眾」設計，改進了iPhone5S的電池續航時間，而iOS 8再加上其攝像鏡頭的質量，成為「比以往更智能，更憑直覺」的智能手機。然而，手機背面的天線膠條被批評為美學不佳，而跟其他近期的智能手機相比，其屏幕具有較低的分辨率與像素密度—包括跟iPhone 6具有相同屏幕尺寸的那些型號，例如HTC One，並且跟運行Android系統的智能手機及Windows Phone相比，其明顯高得多的價格並沒有足夠的理由來證明。《The Verge》認為iPhone 6與iPhone 5S相比是「簡單和乾淨的設計」，注意到儘管尺寸較大，手機仍可使用，但批評其天線塑料和突出的相機鏡頭（防止裝置在沒有外殼的情況下平放），以及在較大屏幕的操作系統中缺乏額外的優化。需要改進的如性能、電池壽命、VoLTE的支援，還注意到了其他的一些調整。總而言之，iPhone 6被認為是「很好，甚至是很棒，但是沒甚麼關於它的野心和或真正移動的方針。這只是把很多現有的想法精煉至放進一個更令人愉快的包裝」。
至於iPhone 6 Plus，《Engadget》把它與其他設備相比，例如是三星Galaxy Note 3和LG G3，痛斥其設計難以抓握和握持而讓人不舒服，但稱讚它包含光學圖像穩定，和比iPhone 6的電池續航力較好。

## 硬件問題
iPhone 6和iPhone 6 Plus受到許多值得注意的硬件相關問題的影響，包括但不限於圍繞其剛性的問題（導致機身彎曲、以及觸控螢幕功能退化或完全喪失的周邊事件）、存儲容量較大的型號存在著的性能問題、iPhone 6 Plus型號的相機問題，還有在最初沒有記錄的某些情況下出現的「錯誤53（error 53）」的問題。

### 機身彎曲
在公開發布後不久，據報iPhone 6和iPhone 6 Plus的機身在受壓下容易彎曲，比如在用戶的口袋裡被緊握時。雖然這些問題並非iPhone 6和iPhone 6 Plus獨有，但此設計缺陷在用戶和媒體之間被稱為「彎曲門事件（Bendgate）」。蘋果公司就機身彎曲的指控作出回應，聲稱他們只收到9宗機身彎曲裝置的投訴，並且由於正常使用而造成的損害是「非常罕見」的。該公司堅持認為iPhone 6和iPhone 6 Plus已經過耐用性測試確保它們能夠經得起日常使用。若確定其彎曲是無意造成的，該公司會安排更換彎曲的手機。
2014年10月1日，德國雜誌《電腦圖片報》的總編阿克塞爾·德斯羅（Axel Telzerow），據報導隨著一名主持人能夠把iPhone 6 Plus弄彎的短片發布後，蘋果公司的德國代表人員通知該刊物，指它已被禁止參與未來蘋果公司的活動，並且它將不能再直接從蘋果公司那裡接收到裝置以進行測試。德斯羅回應說：「我們祝賀你和你們新一代精美的iPhone，即使其中一個的外殼有輕微的弱點。但是我們對貴公司缺乏尊重的態度感到非常失望。」
此外，經外國媒體測試，iPhone 6僅需70磅(約31公斤)的力量即可使其彎曲，而Phone 6 Plus則需90磅(約40公斤)，相比之下，iPhone 5S為130磅(約58公斤)。

### 頭髮撕裂
2014年10月3日，9to5Mac發布一個帖子聲稱某些iPhone 6和iPhone 6 Plus用戶在社交網站上抱怨稱，當他們打電話的時候，手機在靠近耳朵時會扯掉他們的頭髮。Twitter上的用戶聲稱，iPhone 6的玻璃屏幕和鋁質背面之間的接縫應該受到責備，因為頭髮很容易被夾在其中。

### 閃存存儲性能
一些用戶報告指64GB及128 GB的iPhone 6都遇到性能問題，iPhone 6 Plus的128 GB一些型號也出現如此情況，在極少數情況下，裝置會隨機地當掉並重新啟動。
韓國媒體《Business Korea》報導指，128GB的iPhone 6 Plus所使用的是TLC快閃記憶體，因此容易當機。這些問題與受影響的機型連接多層單元NAND有關。多層單元可以在每個閃存單元中存儲３位元的數據，並且比雙層單元解決方案便宜，但是以性能為代價。據報導，蘋果公司計劃將受影響的型號線路切換回多層單元閃存，並在未來的iOS更新中解決現有設備的性能問題。
香港數碼媒體《HKEPC》隨機購買了部分iPhone 6 64GB型號數台中發現也有採用TLC快閃記憶體的機體，由於TLC技術成本雖低，但穩定性及覆寫次數也差許多，同樣的價格獲得不同水準的產品對消費者並不公平。在對採用TLC快閃記憶體的機體進行效能測試以後，發現蘋果公司方面也為iOS對TLC快閃記憶體的存取作業進行過最佳化，然而由於這種最佳化措施的存在，使得在對快閃記憶體進行資料讀寫時，有機會發生有應用程式失去響應甚至被強制退出的情況，資料讀寫量較大或開啟的應用程式較多的情況時，上述問題會有更大機率出現。
然而，對蘋果公司消息上頗具公信力的9to5Mac指出，類似的抱怨其實在iOS 6的時代就曾經現身，而個案並不只發生在iPhone 6 Plus或iOS 8身上，可是案例並不多，而且多半發生於已安裝大量應用程式的iPhone上，有些使用者安裝的程式數量達500甚至超過1,000個，或由於這些使用者通常會選擇大容量iPhone，才讓128GB版本的產品問題被突顯。

### iPhone 6 Plus相機問題
有報導指，一些iPhone 6 Plus機型的光學防抖功能出現故障，當手機完全靜止時，影像無法正常穩定下來，導致照片出現模糊和短片出現「波浪」。光學防抖功能還被發現受到使用磁鐵配件的影響，例如第三方鏡頭附件；蘋果公司向其用戶及許可的配件製造商發出警告，警告指磁性或金屬配件會導致OIS發生故障。
2015年8月21日，根據蘋果公司官網發布，蘋果公司針對2014年9月至2015年1月期間出廠及銷售的iPhone 6 Plus推出維修計劃，受影響型號的後置iSight鏡頭出現故障，可能因零組件的運作失敗，導致用戶拍攝到模糊的照片。
一些iPhone 6和iPhone 6 Plus機型存在著一個問題，其中前置鏡頭以某種方式「移位」或「不在位」。蘋果公司聲稱他們將免費更換最受影響的iPhone 6機型，儘管有許多關於這個問題的抱怨，但它似乎並沒有影響相機本身。據說相機並沒有改變，但圍繞著相機模塊本身的一塊保護性海綿經已不在其位。

### 錯誤53
若iPhone 6主頁按鈕被修復或由第三方軟件作出修改，因為出於安全原因，組件尚未「重新驗證」，該裝置將失敗於跟Touch ID相關的安全性檢查 — 該過程只能由已授權的蘋果公司商店進行。如未通過這些檢查，跟Touch ID相關的所有功能則會被禁用。這種情況有時也會因為裝置損壞而出現。
據報導，若嘗試透過iTunes軟件來為iOS更新或恢復，這些相同的硬件完整性檢查將觸發不可恢復的循環而進入「恢復模式」，從而導致「錯誤53」訊息的出現。除了這與有關Touch ID組件的硬件錯誤有關的解釋之外，蘋果公司並沒有觸發錯誤53，或是如何在不更換整個裝置的情況下修復它的官方解釋。
2016年2月18日，蘋果公司透過iTunes發布iOS 9.2.1修補程式以解決此問題，並且承認「錯誤53」實際上與iPhone從工廠發貨之前的檢查Touch ID診斷檢查工序有關。

### 觸控屏故障
iPhone 6的主板上對觸控屏的控制組件支援不足，包括缺乏底部填充物—它與以往的iPhone型號不同，它增強並穩定了集成電路，並缺少了主板上剛性金屬屏蔽；相反，觸摸屏控制器被靈活的「貼紙」遮蓋。正常使用該裝置會導致主板內部彎曲，從而使觸控屏IC連接器變形，並導致觸控屏功能退化或徹底喪失。跟此類故障相關的症狀是接近顯示屏頂部的位置有一條閃爍的灰色條子。iFixit報導此問題，稱其綽號為「觸屏病」，那是因為該裝置表現出缺乏剛性，是之前「彎曲門事件」的設計缺陷副產品。因此，屏幕較大的iPhone 6 Plus更容易受到這一缺陷的影響，但據報導，小百分比的iPhone 6型號也受影響。該裝置的後繼產品iPhone 6S並沒有因為內部設計的改變而受到這個缺陷的影響，其中包括強化機背後方的「關鍵點」，以及從主板把觸控屏控制器重新定位到顯示組件。
最初，蘋果公司沒有正式承認這個問題。這個問題在蘋果公司的支持論壇上被廣泛討論—討論該問題的帖子受到蘋果公司審查的影響。觸控屏可以透過軟釺焊來修復：Apple Store沒有配備執行主板維修所需的工具，這導致受影響的用戶把他們的裝置送到非官方的第三方維修服務。《Apple Insider》訪問了一名Apple Store員工，報導指他們第一次注意到這個問題的６個月後，蘋果公司已發出指引，指示他們告訴受影響的用戶這是一個無法修復的硬件問題，他們的iPhone必須要更換。一些庫存單位也受到開箱即用影響，這導致一名員工說他們「厭倦了開箱即用的庫存服務，並看到客戶在更換時看到完全相同的問題」。2016年8月，iFixit報導此事時，該問題受到了主流關注。2016年8月26日，《Apple Insider》報導稱，基於Apple Store四個「高流量」位置的數據，隨著關於「觸屏病」問題的主流報導之後，帶給他們維修iPhone 6的裝置數量激增。
2016年8月30日，一班３名的iPhone 6所有者到美國加利福尼亞北區聯邦地區法院入稟控告蘋果公司，並提出集體訴訟，聲稱蘋果公司「長期以來都意識到」其具缺陷的設計，但拒絕承認或修理，從而導致了不公平的商業行為。
2016年11月17日，蘋果公司正式承認此問題，並宣佈為受影響的iPhone 6 Plus型號提供付費維修方案，指「某些iPhone 6 Plus裝置多次掉落在硬表面之後會出現顯示閃爍或多點觸控的問題，然後對裝置造成進一步的壓力」。

### 其他
- iOS 8於2014年9月17日釋出後，沒過多久就推出iOS 8.0.1，修正健康程式套件（HealthKit）與其他問題，有國外網友反應 iPhone 6/6 Plus升級iOS 8.0.1後，Touch ID失效，且找不到電信網路[80]。

## 預定發售日期

### 首回銷售地區
- 2014年9月12日下午3點開始網路預約。
- 2014年9月19日上午8點在Apple Store各地分店銷售，主要位於美國、英國、新加坡、日本、香港、德國、法國、加拿大、澳洲[13]。

### 第二回銷售地區
- 2014年9月26日開始網路訂購，實際銷售地點為：奥地利、比利時、丹麥、芬蘭、愛爾蘭、意大利、盧森堡、荷蘭、新西蘭、挪威、葡萄牙、俄羅斯、西班牙、瑞典、瑞士、台灣、土耳其...等Apple Store各分店[81][82]。

### 中國專案發售
由於未能如期獲得進入網絡許可，蘋果公司把中國大陸被排除於首兩回銷售之外，因此全球出現中國排隊黨搶購iPhone 6/6 Plus的情況，加上其產量不足問題，也引發中國水貨客與當地人的糾紛，在中國大陸iPhone 6/6 Plus的水貨價格也因此高漲。
2014年9月30日，iPhone 6和iPhone 6 Plus獲得中國工信部的進網許可，並預計於隨後的10月10日開始預售，同年10月17日正式發售。

### 第三波發售地區
- 2014年10月10日，蘋果公司接受中國大陸的預售登記。
- 2014年10月17日起，中國大陸[86]、印度、以色列、波蘭、捷克、丹麥、格陵蘭、南非、巴林與科威特等地的36個市場地區陸續開賣，使銷售的國家與地區總數增加為69個，創下iPhone手機最快的上市進度。該年底前，iPhone手機於全球的銷售市場將超過115個。

## 銷售
- 蘋果公司宣布，在開售的首24小時裡，已獲得超過400萬宗iPhone 6及iPhone 6 Plus的預購訂單，超出其供應量[87]。
- 2014年9月12日在美國開放預購後，首批極少量的供應庫存隨即售罄，《Cantor Fitzgerald》分析師 Brian White 發表研究報告指，他的「蘋果指標（Apple Barometer）」季度供應鏈調查顯示，此情況應該會導致iPhone 6供應緊張，而iPhone 6 Plus更將會出現嚴重供應緊縮問題。
- 2014年9月22日，蘋果公司稱iPhone 6和iPhone 6 Plus於首３天銷量超過了1,000萬部[88][89]。

## iPhone推出時間序
| iPhone型號年表 |
| -------------- |
|                |